# Хвостов, Владимир Михайлович
Влади́мир Миха́йлович Хвосто́в (11 (24) июня 1905, Казань — 9 марта 1972, Москва) — советский историк, специалист по истории Нового времени, в особенности Германии, учёный-международник и дипломат. Академик АН СССР (1964; членкор с 1953), первый президент (1967—1971) АПН СССР. Лауреат Сталинских премий (1942, 1946).

## Биография
Сын историка М. М. Хвостова, племянник обществоведа В. М. Хвостова. Окончил Казанский педагогический институт (1926) и аспирантуру Института истории РАНИОН. Научно-педагогическую деятельность начал в 1925 году. Преподаватель МИПИ им. К. Либкнехта (1927—1930), доцент Смоленского педагогического института (1930—1932) и МИФЛИ им. Н. Г. Чернышевского (1933—1935). В 1935—1939 годах — доцент, с 1939 года — профессор исторического факультета МГУ. Доктор исторических наук (1938, диссертация «Внешняя политика Германской империи в последние годы канцлерства Бисмарка»).
В 1941—1944 годах находился на политработе в РККА, участник Великой Отечественной войны. Был зачислен в штат Главного политического управления Народного комиссариата обороны СССР в звании подполковника и направлен в действующую армию. В годы войны опубликовал ряд широко распространявшихся в войсках статей и брошюр историко-патриотического характера. Член ВКП(б) с 1943 года. В 1944—1945 и 1957—1959 годах — сотрудник аппарата ЦК ВКП(б) (КПСС) — заведующий сектором, ответственный консультант отдела.
Директор Высшей дипломатической школы НКИД (МИД) СССР (1945—1946), начальник Архивного управления МИД СССР (1946—1957), член коллегии МИД (1948—1953), заместитель председателя Комиссии по изданию дипломатических документов. Заведующий кафедрой международных отношений АОН при ЦК ВКП(б) (КПСС) (1946—1954). Один из основателей и первый главный редактор журнала «Международная жизнь» (1954—1956).
Неоднократно участвовал в качестве советника в составе делегаций СССР на сессиях Генеральной Ассамблеи ООН. Имел ранг Чрезвычайного и Полномочного Посланника 1-го класса. Осенью 1952 года по заданию министра иностранных дел А. Я. Вышинского работал над документальными материалами, подтверждавшими историческую принадлежность острова Тайвань (Формоза) КНР. Член советской делегации на Совещании министров иностранных дел в Женеве (1955), делегат советско-английской конференции в Лондоне (1958), участник Пагуошских конференций (1963—1969). В 1960-е годы выступил с серией статей, опровергавших территориальные претензии Китая к СССР.
Член-корреспондент АН СССР c 23 октября 1953 года по Отделению исторических наук (всеобщая история), академик c 26 июня 1964 года.
Директор Института истории АН СССР (1959—1967). Заместитель академика-секретаря (1959—1967), академик-секретарь (1971—1972) Отделения истории АН СССР. Заместитель председателя Комиссии по проблемам разоружения при президенте АН СССР, член международного Пагуошского комитета и Советского комитета защиты мира (1960—1967). Действительный член (1967) и первый президент (1967—1971) АПН СССР. Председатель Национального комитета историков СССР (1971—1972). Член коллегии Министерства просвещения СССР (1972).
Делегат X (Рим, 1955), XI (Стокгольм, 1960), XII (Вена, 1965) и XIII (Москва, 1970) конгрессов исторических наук, III конгресса архивистов (Флоренция, 1956), IV Международного конгресса педагогов (Варшава, 1969). Участник II конференции к 100-летию объединения Италии (Рим, 1960). Член Сербской академии наук и искусств (1965) и АН ГДР (1967).
Умер в Москве 9 марта 1972 года. Похоронен на Новодевичьем кладбище (участок 4, ряд 55, место 14). Надгробный памятник выполнен архитектором Д. С. Витухиным.

## Личная жизнь
- Дочь Ксения (1934—2021) — историк-византинист.

Могила В. М. Хвостова на Новодевичьем кладбище

## Основные работы
- «К вопросу об истории и современности в школьном курсе обществоведения» (1926)
- «История международных отношений и борьба за передел мира (1870—1900)» (1940)
- «Как германские империалисты однажды уже напобеждались до собственной гибели» (1942)
- «Как развивался германский империализм. Исторический очерк» (1943)
- «Разгром немцев под Ростовом в ноябре 1941 г. Краткий очерк» (1943)
- «История международных отношений. Курс лекций» (1946)
- «Россия и германская агрессия в дни европейского кризиса 1887 г.» // «Исторические записки», 1946, т. 18
- «Франко-русский союз и его историческое значение» (1955)
- «40 лет борьбы за мир: краткий очерк» (1958)
- «Внешняя политика Германии в 1880-х гг. в свете русских архивных источников» (1960)
- «Китайский счёт по реестру и правда истории» // «Международная жизнь», 1964, № 10
- «Мир между двумя мировыми войнами» (1970)
- «К истории формирования русско-китайской границы» // «Международная жизнь», 1972, № 6 (в соавт. с Л. Г. Бескровным и С. Л. Тихвинским)
- «Проблемы истории внешней политики СССР и международных отношений» (1976; посм.)
- «Проблемы истории внешней политики России и международных отношений в кон. XIX — нач. XX вв.» (1977; посм.)

Соавтор и редактор многих учебных пособий. Участвовал (совместно с Р. А. Авербух, А. В. Ефимовым, А. И. Молоком, Ф. И. Нотовичем, Е. В. Тарле, Ф. А. Хейфец) в подготовке учебника «Новая история» (тт. 1—2, 1939—1940), который использовался студентами почти 20 лет. Принимал участие в работе над «Историей дипломатии» (тт. 1—3, 1941—1945) и рядом документальных изданий: «Документы и материалы кануна Второй мировой войны» (тт. 1—2), «Переписка И. В. Сталина, Ф. Рузвельта, У. Черчилля в годы Второй мировой войны» и др. Член редколлегий журнала «Вопросы истории», «Сочинений» Е. В. Тарле (тт. 1—12, 1957—1962), «Дипломатического словаря», «Советской исторической энциклопедии», многотомных «Всемирной истории», «Истории СССР с древнейших времён до наших дней», «Истории гражданской войны в СССР», «Истории КПСС» и «Истории Великой Отечественной войны» и др.

## Награды
Был награждён двумя орденами Ленина (1954, 1971), орденом Красной Звезды (1943), орденом «Знак Почёта» (1944), орденом Трудового Красного Знамени (1965) и многими медалями, в частности медалью К. Д. Ушинского и медалью Я.-А. Коменского (ЧССР). Лауреат Государственных премий СССР (1942, 1946).

## Отзывы современников
По свидетельству профессора Н. П. Полетики, В. М. Хвостов пользовался неоднозначной репутацией в научном сообществе:

Во время своих приездов в Ленинград Хвостов не раз приглашал меня, когда я буду в Москве, посетить его подмосковную дачу. Встреча на даче оказалась интересной тем, что Хвостов поразил меня таким откровением: «Самое важное для меня, — сказал он, — это получить важный административный пост в исторической науке. Тогда я подберу и посажу своих людей во всех университетах и институтах, в редакциях больших исторических журналов. Они станут моими агентами и будут информировать меня о всех событиях в исторической науке, будут парализовать все враждебные козни и критику против меня, так что я получу возможность контролировать весь ход исторической науки. Я подберу своих людей среди историков, как подобрал Сталин в начале 20-х годов своих людей и создал для себя большинство и в секретариате ЦК, и в Политбюро, и даже в самом ЦК, и в Совнаркоме».

Иное мнение принадлежит академику С. Л. Тихвинскому:

Все, кому доводилось общаться с Владимиром Михайловичем, единодушны в том, что это был выдающийся учёный, историк с мировым именем, талантливый дипломат, опытный педагог, блестящий лектор, организатор науки. Внешне строгий, подчас даже с суровым выражением лица, он отличался феноменальной работоспособностью и требовательностью к себе и к коллегам.